# Jacques Stephen Alexis
Jacques Stephen Alexis (Gonaïves, Haiti, 22 de abril de 1922 — Môle Saint-Nicolas, c. 22 de abril de 1961) foi um ativista, poeta e romancista comunista haitiano. É mais conhecido por seus romances Compère Général Soleil (1955), Les Arbres Musiciens (1957), e L'Espace d'un Cillement (1959), e por sua coletânea de contos, Romancero aux Etoiles (1960).

## Biografia
Alexis nasceu em Gonaïves, filho do jornalista, historiador e diplomata Stephen Alexis e descendente de um dos fundadores do Haiti, Jean-Jacques Dessalines. Alexis cresceu numa família onde a literacia e discussões políticas eram a norma. Aos 18 anos, fez o que foi considerada uma notável estreia literária, com um ensaio sobre o poeta haitiano Hamilton Garoute. Colaborou com uma série de publicações de crítica literária antes de fundar o La Rouche, um grupo dedicado à criação de uma primavera literária e social no Haiti no início dos anos 1940. Após completar a faculdade de medicina em Paris, viajou pela Europa e viveu uns anos em Cuba.
Em 1955, seu romance Compère Général Soleil foi publicado pela editora Gallimard em Paris. O romance foi traduzido pro inglês como General Sun, My Brother, e é considerado leitura obrigatória pra qualquer pessoa interessada em entender o Haiti. Em seguida vieram Les Arbres Musiciens (1957), L'Espace d'un Cillement (1959), e Romanceros aux Etoiles (1960).
Mais do que somente um intelectual, Jacques Stephen Alexis também foi participante ativo nos debates sociais e políticos de seu tempo. Em 1959, formou o Parti pour l'Entente Nationale-PEP (Partido para a Entente Nacional), um partido político de esquerda, mas foi forçado ao exílio pela ditadura de Duvalier. Em agosto de 1960, compareceu a um encontro em Moscou de representantes de 81 partidos comunistas de todo o mundo, e assinou um documento de comum acordo chamado "A Declaração dos 81" em nome dos comunistas haitianos.
Em 1961 voltou para o Haiti, mas logo após aterrizar em Môle Saint-Nicolas foi capturado pela força paramilitar Tonton Macoute. Foi levado para a praça principal da cidade onde foi torturado e levado para um barco em direção a Porto Príncipe; nunca mais foi visto. Posteriormente sua morte no cativeiro foi confirmada por um aviso obscuro no jornal do governo, enterrado na página 14.
Alexis deixou sua esposa Andree Roumer, sobrinha do eminente poeta haitiano Émile Roumer, sua filha Florence e seu filho, o artista afro-caribenho contemporâneo Jean-Jacques Stephen Alexis (conhecido como JanJak II).